# Codex Basilensis
O Codex Basilensis, também conhecido como Manuscrito Ee ou 07 (Gregory-Aland), ε 55 (von Soden), pertence provavelmente do século século VIII.

## Descoberta
O Codex contém o texto dos quatro Evangelhos em 318 folhas de pergaminho, com lacunas (Lucas 1,69-2,4; 3,4-15; 12,58-13,12; 15,8-20; 24,47-fin). O texto está escrito em uma coluna por página, em 21 linhas por página.
Contém as tabelas de κεφαλαια, κεφαλαια, τιτλοι, as seções amonianas e os cânones eusebianos.
Atualmente encontra-se no Universidade de Basileia (AN III 12).

## Texto
O texto grego desse códice é um representante do Texto-tipo Bizantino. Aland colocou-o na Categoria V.